# Horst Sindermann

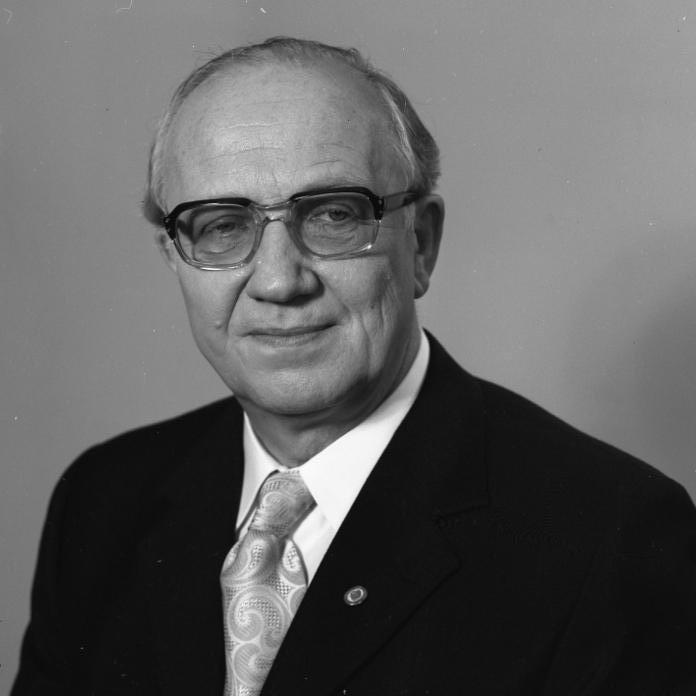
Horst Sindermann, 1976

Horst Herbert Sindermann (* 5. September 1915 in Dresden; † 20. April 1990 in Berlin) war ein deutscher Politiker der Sozialistischen Einheitspartei Deutschlands (SED). Von 1973 bis 1976 war er Vorsitzender des Ministerrates der DDR, von 1976 bis 1989 Präsident der Volkskammer, ferner Mitglied des Politbüros der SED. In mehreren Funktionen war er aktiv an Propagandaarbeiten und Zensurmaßnahmen der Kulturlandschaft beteiligt.
Als Leiter der Abteilung Agitation beim Zentralkomitee der SED erfand Sindermann 1961 die Bezeichnung „antifaschistischer Schutzwall“ für die Berliner Mauer.

## Leben bis 1945
Horst Sindermann wurde am 5. September 1915 als Sohn des sächsischen SPD-Funktionärs und Landtagsabgeordneten Karl Sindermann geboren. Sein Bruder Kurt Sindermann war von 1929 bis 1933 sächsischer Landtagsabgeordneter der KPD. Nach der Volksschule besuchte Sindermann ein Realgymnasium, bis er kurz vor dem Abitur aus politischen Gründen der Schule verwiesen wurde. Mit 14 Jahren trat er 1929 dem Kommunistischen Jugendverband Deutschlands (KJVD) bei, dessen Unterbezirk Dresden er 1932/33 leitete. Von 1932 bis März 1933 arbeitete er als Angestellter in der Dresdner Niederlassung der Deutschen Vertriebsgesellschaft für russische Ölprodukte (DEROP).
Nach der Machtübernahme der Nationalsozialisten wurde er im Juni 1933 inhaftiert und zu acht Monaten Gefängnis verurteilt, weil er sich dem Widerstand gegen den Nationalsozialismus angeschlossen hatte. Im September 1934 wurde Sindermann Politischer Leiter des im Untergrund weiteragierenden KJVD in Dresden. Im März 1935 wurde er erneut verhaftet, schwer gefoltert und wegen Vorbereitung zum Hochverrat zu sechs Jahren im Zuchthaus Waldheim verurteilt, die er in Einzelhaft verbringen musste. Danach war er in den Konzentrationslagern Sachsenhausen und Mauthausen bis 1945 in „Schutzhaft“.

## Karriere in SBZ und DDR

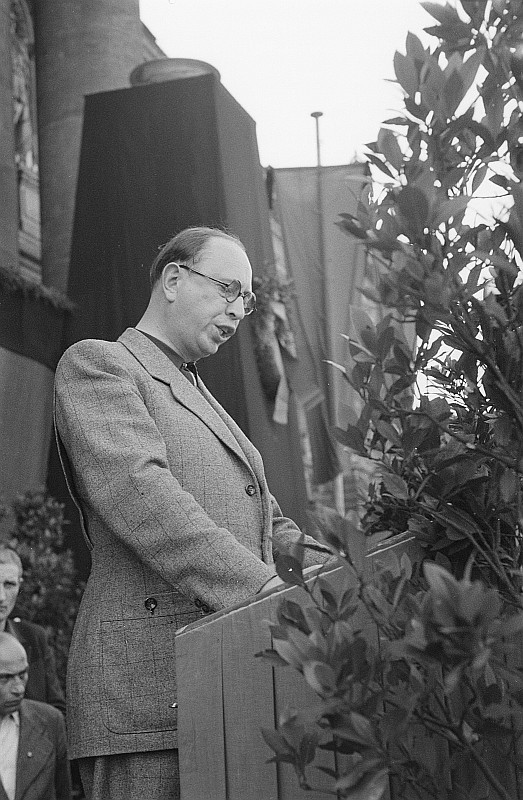
Sindermann bei der Gedenkfeier für Georgi Dimitroff am 4. Juli 1949 in Leipzig

Nach seiner Befreiung aus dem Außenlager Ebensee durch die US-Armee am 7. Mai 1945 wurde er Mitglied der KPD und 1946 durch die Zwangsvereinigung von SPD und KPD Mitglied der SED. Sindermann arbeitete ab Sommer 1945 als stellvertretender Chefredakteur des KPD-Organs Sächsische Volkszeitung in Dresden, dann von April 1946 bis 1947 als Chefredakteur der SED-Zeitung Volksstimme in Chemnitz. Zwischenzeitlich bekam er Probleme mit Otto Grotewohl, den er wegen seiner Ehe mit einer früheren NS-Funktionärin kritisierte. 1948 wurde er Erster Sekretär der SED-Kreisleitung in Chemnitz, zum Ende desselben Jahres wechselte er in gleicher Funktion nach Leipzig. Das Politbüro der SED berief ihn 1949 in das Kleine Sekretariat, wo er als Stellvertreter des Generalsekretärs Walter Ulbricht für Organisations- und Kaderfragen zuständig war.
Die Zentrale Parteikontrollkommission ermittelte 1950 gegen Sindermann, weil er angeblich in Verhören kommunistische Genossen an die Gestapo verraten hatte, doch wurde in dem Verfahren seine Unschuld festgestellt. Trotzdem musste er aus dem Sekretariat der Partei ausscheiden und wurde nach Halle (Saale) versetzt. Dort war Sindermann von 1950 bis 1955 Chefredakteur der SED-Zeitung Freiheit, zugleich gehörte er der SED-Landesleitung Sachsen-Anhalt bzw. ab 1952 der SED-Bezirksleitung Halle an. Von 1951 bis 1953 absolvierte er ein Fernstudium an der Parteihochschule „Karl Marx“.
Zwischen 1954 und 1963 war Sindermann Leiter der Abteilung Agitation beim ZK der SED. Von 1963 bis 1971 war er Erster Sekretär der SED-Bezirksleitung im Bezirk Halle. 1967 wurde er als Vollmitglied ins Politbüro der SED aufgenommen, dem er bereits ab 1963 als Kandidat angehört hatte.
Von 1963 bis 1989 war er Abgeordneter der Volkskammer. Im Machtkampf zwischen Walter Ulbricht und Erich Honecker unterstützte er letzteren. Nach der Verdrängung Ulbrichts von der Parteispitze wurde Sindermann am 14. Mai 1971 zum Ersten Stellvertreter des Ministerratsvorsitzenden Willi Stoph ernannt. Von 1972 bis 1989 gehörte er dem Nationalen Verteidigungsrat der DDR an. Als nach Ulbrichts Tod Stoph zum Vorsitzenden des Staatsrats aufstieg, wurde Sindermann am 3. Oktober 1973 selbst Vorsitzender des DDR-Ministerrates. In dieser Position war er jedoch weitgehend machtlos. Die alleinige Verantwortung für Wirtschaftsfragen wurde seinem Ersten Stellvertreter Günter Mittag übertragen, der zuvor Sekretär für Wirtschaft im ZK der SED gewesen war.

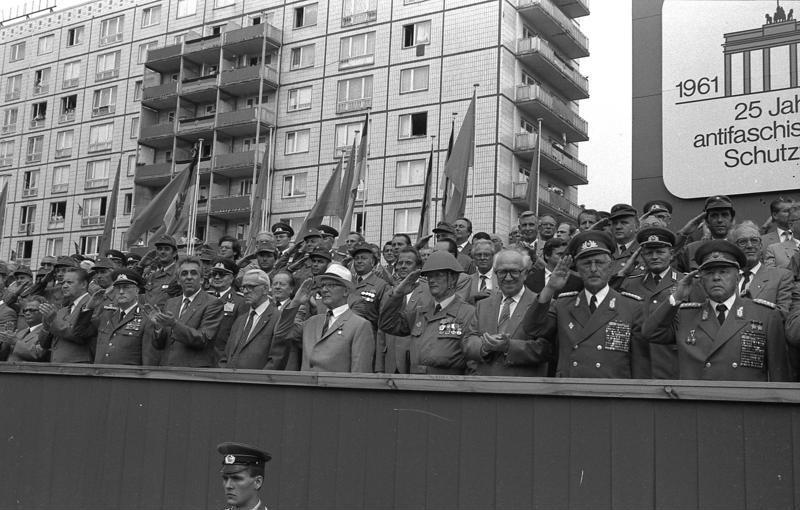
Sindermann (vorn, 3. v. r.) bei der Feier zum 25. Jahrestag der Errichtung des antifaschistischen Schutzwalls in Ost-Berlin, 1986

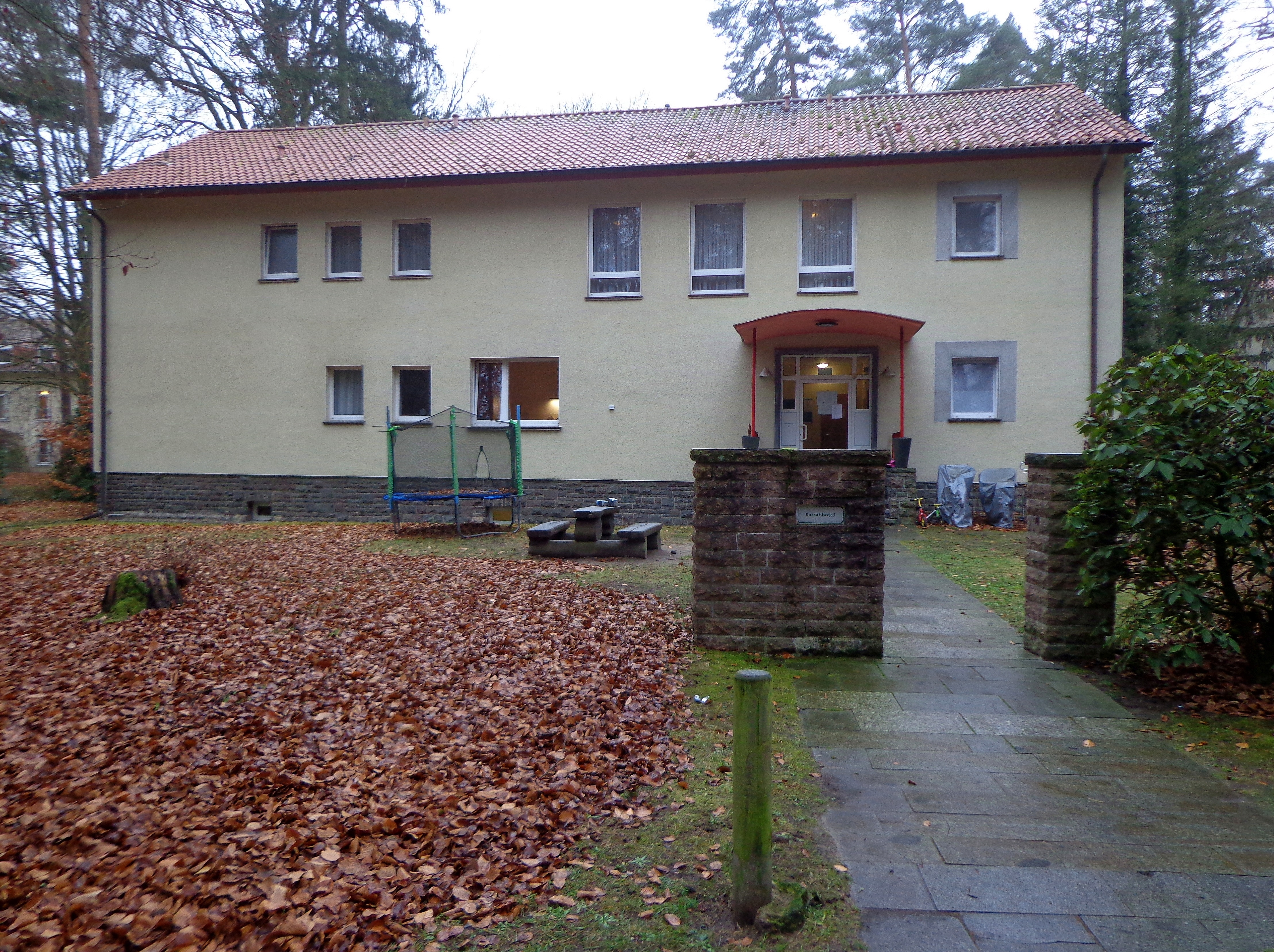
Waldsiedlung Wandlitz, das einst von Sindermann sowie von Hermann Matern bewohnte "Haus 3"

Obwohl Sindermann als treuer Erfüllungsgehilfe Honeckers galt, musste er sein Amt 1976 räumen. Grund war eine Art Rochade an der Staatsspitze: Da Honecker zusätzlich zur Parteiführung das Amt des Staatsratsvorsitzenden beanspruchte, verlangte Willi Stoph als Ersatz für dieses erneut den Vorsitz des Ministerrats. Sindermann wurde mit der Position des Präsidenten der Volkskammer abgefunden. Diese erhielt er in der konstituierenden Sitzung der Volkskammer am 29. Oktober 1976. Bis 1989 war Sindermann als Volkskammerpräsident zwar protokollarisch der dritte Mann im Staat, ansonsten aber mit wenig einflussreichen Aufgaben betraut. Zusätzlich durfte er sich Stellvertretender Vorsitzender des Staatsrats nennen.

## Wendezeit und Tod
Im Zuge der Friedlichen Revolution in der DDR trat Sindermann auf der Tagung des ZK der SED am 8. November 1989 zusammen mit zehn weiteren langjährigen Mitgliedern aus dem Politbüro zurück. Am 13. November wurde er als Volkskammerpräsident abgewählt. Drei Tage später legte er auch das Amt des Stellvertretenden Staatsratsvorsitzenden nieder. Er wurde am 3. Dezember 1989 aus der SED ausgeschlossen und saß im Januar und Februar 1990 in Untersuchungshaft. Die Staatsanwaltschaft sowie ein Ausschuss der Volkskammer ermittelten gegen ihn wegen des Verdachts, seine Privilegien missbraucht zu haben. Aus Krankheitsgründen wurde er aus der Haft entlassen, zu einer Anklageerhebung kam es vor seinem Tod nicht mehr.
Nach seiner Entlassung aus der Untersuchungshaft gab er dem Magazin Der Spiegel ein Interview, in dem er bekannte: „Wir sind vom Volk davongejagt worden, nicht von einer ‚Konterrevolution‘. Wir würden uns doch lächerlich machen, wenn wir Bärbel Bohley, Pfarrer Eppelmann und andere zu ‚Konterrevolutionären‘ erklären wollten. Der gewaltfreie Aufstand paßte nicht in unsere Theorie.“ Das Interview erschien zwei Wochen nach seinem Tod, nach Angaben der Redaktion hatte er den Text noch autorisiert. Seine Autobiografie blieb unvollendet, sie endet mit der Nachkriegszeit 1945/46.

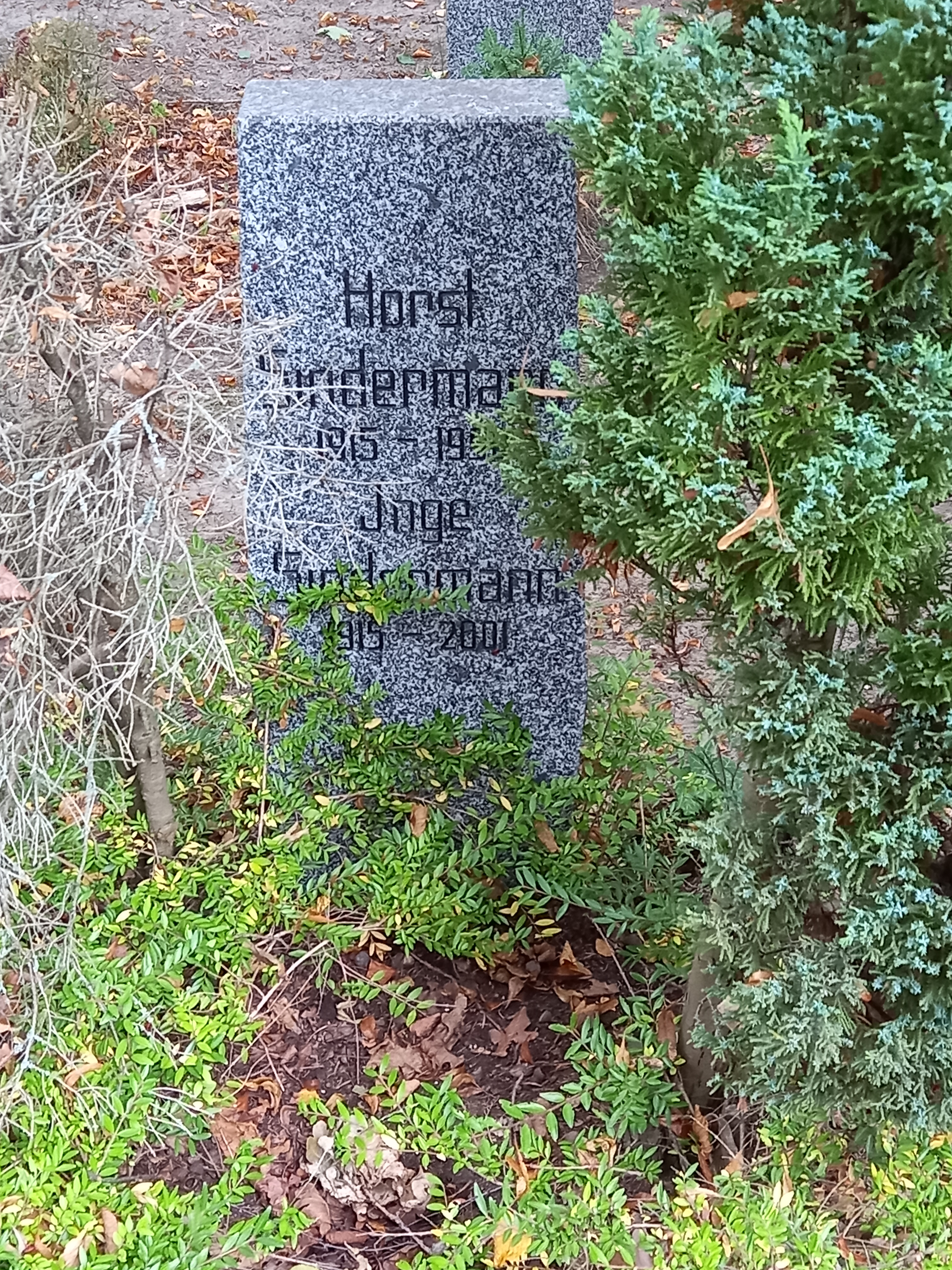
Das Grab von Horst und Inge Sindermann auf dem Zentralfriedhof Friedrichsfelde in Berlin

Sindermann starb am 20. April 1990 im Alter von 74 Jahren an einem Herzinfarkt. Seine Urne und die seiner Ehefrau Inge wurden auf dem Zentralfriedhof Berlin-Friedrichsfelde in der Gräberanlage für Opfer des Faschismus und Verfolgte des Naziregimes beigesetzt.

## Familie
Seine Ehefrau Ingeborg (1915–2007; „Inge“) war eine geborene Locke. Sein Sohn Thomas Sindermann (* 1956) war Leiter der Ost-Berliner Mordkommission. Sein Sohn Michael Sindermann (* 1945 † 2025) war Journalist. Sein Stiefsohn war der Schauspieler Peter Sindermann (* 1939 † 1971 bei Flugzeugabsturz). Seine Enkel sind der Ex-Handballspieler, Reality-TV-Darsteller und Modedesigner Eric Sindermann sowie der Schauspieler Andreas Sindermann.

## Schriften (Auswahl)
- Chinas großer Sprung (= Internationale Reihe). Dietz-Verlag, Berlin 1959
- Erfolgreich voran auf dem Kurs des VIII. Parteitages: ausgewählte Reden und Aufsätze. Dietz-Verlag, Berlin 1975
- Frieden und Sozialismus, Staatsdoktrin der DDR. Ausgewählte Reden und Aufsätze. Dietz-Verlag, Berlin 1980
- Alles für das Volk, alles mit dem Volk. Ausgewählte Reden und Aufsätze. Dietz-Verlag, Berlin 1985
- Vor Tageslicht. Autobiografie. Mit einem Vorwort von Egon Krenz. Das Neue Berlin, 2015, ISBN 978-3-360-01871-7.